# دميتري مدوييف
دميتري مدوييف (بالإنجليزية: Dmitry Medoyev)‏ (و. 1960  م) هو سياسي، ودبلوماسي، من الاتحاد السوفيتي، ولد في تسخينفالي.

## مناصب
تولى منصب سفير.

## التعليم
تعلم في الأكاديمية الدبلوماسية التابعة لوزارة الخارجية الروسية.

## جوائز
حصل على جوائز منها:
- صدرية وزارة الشؤون الخارجية الروسية للمساهمة في التعاون الدولي  [لغات أخرى]‏.